# Стеван Ђорђевић
Стеван Ђорђевић (Лесковац, 14. септембар 1927) доктор је правних наука у пензији. Студирао је, докторирао и предавао на Правном факултету у Београду. Бавио се међународним јавним правом и међународним односима. Награђиван је за свој научни рад.

## Биографија
Стеван Ђорђевић, професор правних наука, рођен је 14. септембра 1927. године у Лесковцу, у бројној радничко-занатлијској породици која је од 1930. године живела у Лебану. 1938/1939 године уписао је Гимназију у Врању где је завршио прва три разреда са одличним успехом. Због бугарске окупације Врања, школовање је наставио у Лесковцу, где је завршио четврти, пети и шести разред као одличан ученик. Школовање је прекинуо рат у периоду од 1941 – 1945. године. Од 1944. године био је члан Комунистичке партије Југославије и приступио је Народно ослободилачкој војсци. Био је инструктор ЦК Народне омладине Србије и члан Главног штаба омладинских бригада на изградњи Новог Београда. Матурирао је 1951. у Београду. Исте године уписао је Правни факултет у Београду на којем је дипломирао 1955. године. Радио је на Правном факултету у Београду и у Секретаријату за законодавство Србије. Био је посланик Савезне скупштине Југославије (1967—1971), председник Удружења за међународно право Србије, члан „International Law Association" и шеф Катедре за међународно право и међународне односе Правног факултета у Београду.

## Универзитетска каријера
Стеван Ђорђевић је докторску дисертацију радио на тему: „О континуитету држава с посебним освртом на међународно – правни континуитет Краљевине Југославије и ФНРЈ“. Усмени докторски испит положио је 1958. године, а докторирао 1963. године. На Правном факултету у Београду биран је у сва универзитетска звања. За асистента за предмет Међународно јавно право изабран је 1959, за доцента 1964, за ванредног професора 1984, а за редовног јануара 1990. године. У току школске1959/1960. године био је на специјализацији у Универзитетском центру за високе европске студије у Стразбуру и добио диплому Центра. 1962. и 1964. године радио је у Центру за научно истраживање Хашке академије за међународно право и стекао две одговарајуће дипломе Центра. Учествовао је на више научних и других међународних скупова у земљи и иностранству. Због критике уставних амандмана 1971. године био је фактички удаљен из наставе у периоду школске 1971/72 године, а формално од 1977 до 1982. године. У наставу је враћен 22. јуна 1982. године, а 1992. године је пензионисан. Због критике уставног амандмана XXXVI о избору Председника Републике („Анали ПФБ“, 3/1971-забрањени број), био је искључен из наставе од 1977. до 1982. године. У наставу је враћен 22. јуна 1982, а 1992. године је пензионисан.

## Награде
1. Орден заслуге за народ III реда
2. Медаља за храброст

## Главна дела
1. О континуитету држава с посебним освртом на међународно - правни континуитет Краљевине Југославије и ФНРЈ (докторска дисертација) Београд, 1967
2. Републике и покрајине у међународним односима југословенске федерације, Београд, 1985
3. Увод у међународно јавно право (дактилографисано) Београд, 1988
4. Грађа међународног јавног права, I, II и III књига, Нови Сад, 1988 – 1989 (коаутор)
5. Инострани и југословенски судови за поморски плен, „ЈРМП“, 2/1969 (коаутор)
6. Пракса југословенског суда за поморски плен, „ЈРМП“, 1/1970 (коаутор)
7. Нове државе и развитак међународног права после Другог светског рата (приступно предавање), „Анали ПФБ“, 1/1966
8. La lucha de liberation national y el derecho internatio¬nal, „ЈРМП“, 1-2/1968
9. Деколонизација афричких држава и међународно право, „Политичка мисао“, Загреб, 1973
10. Устав СФРЈ, савезна и републичке скупштине и спољна политика, „Архив за правне и друштвене науке“, 4/1969
11. Југословенско – албански погодби за коришћење на водите на Охридското езеро и Црни Дрим, Македонска академија на науките и уметностите, Скопје, 1974
12. Traites inlernationaux et droit interne dans le systeme juridique Yougoslave, Institut suisse de droit compare, 5, Zurich 1986
13. Међународни уговори и спољнотрговинске клаузуле, „Међународни проблеми“, 4/1986
14. Југославија пре и после Другог светског рата исти субјект међународног пута, Београд, 1989
15. Потраживање Југославије према Немачкој на основу ратне одштете после Другог светског рата, „Анали ПФБ“, 1991
16. Практикум за међународно јавно право (коаутор)
17. Увод у међународно право (2007)
18. Дипломатско и конзуларно право (коаутор са Миодрагом Митићем, 2000, 2007)
19. Право међународних уговра (зборник радова, 2011)
20. Право међународних уговора, ИМПП, Београд (научна монографија, 2011, коаутор са др Душком Димитријевићем
21. Ратна штета, Југолсавија и међународно право (зборник радова и докумената, 2016)[3]